# Viadotto Rago
Das Viadotto Rago ist eine Autobahnbrücke im Zuge der Autostrada del Sole, genauer der Autostrada A2, bei dem Ort Morano Calabro im Norden der Provinz Cosenza in der italienischen Region Kalabrien.
Sie überquert ein tief eingeschnittenes Seitental mit bis zu 150 m hohen Pfeilern, die die höchsten der Welt waren, bis 1979 die Kochertalbrücke mit 178 m hohen Pfeilern eröffnet wurde.

## Beschreibung
Das Viadotto Rago wurde zwischen 1968 und 1974 im Auftrag der ANAS nach den Plänen von Fabrizio de Miranda, Piero Moroli und Antonio Maffey gebaut. Es besteht aus eigenständigen parallelen Brückenbauwerken für die beiden Richtungsfahrbahnen, die in unterschiedlicher Höhenlage verlaufen. Die Bauwerke sind lediglich durch die Fundamente der Pfeiler und Betonscheiben im unteren Teil der höchsten Pfeiler miteinander verbunden.
Die beiden Brücken haben je zwei Fahrspuren, die durch Leitplanken begrenzt sind, aber weder Standspuren noch Gehwege, da im Rahmen der Erneuerung der Autostrada A2 zwar die Fahrbahnen und die Tunnel vor und hinter der Brücke verbreitert wurden, nicht aber die Fahrbahnträger des Viadotto Rago, das lediglich saniert und mit einem neuen Asphaltbelag versehen wurde.
Die 399,09 m bzw. 399,63 m langen Brücken bestehen aus 5 Öffnungen mit jeweils 4 Stahlbeton-Pfeilern, die bis zu 150 m, nach anderen Angaben bis zu 147 m hoch sind. Die drei mittleren Öffnungen haben Pfeilerachsabstände von 84,5 + 122 + 84,5 m. 
Die mittleren Öffnungen werden jeweils von einem 172 m langen, stählernen Hohlkasten mit einer orthotropen Platte überbrückt, der mit seinen beiden Enden über die Pfeiler hinaus in die nächsten Öffnungen auskragt. Die an den Talhängen stehenden Pfeiler haben auskragende Pfeilerköpfe. Die Zwischenräume zwischen den Hohlkästen und den Pfeilerköpfen werden durch stählerne Einhängeträger geschlossen, ebenso überbrücken Spannbeton-Einhängeträger die äußersten Öffnungen, so dass ein Gerberträger aus unterschiedlichen Materialien gebildet wird.
Die großen Hohlkästen wurden abschnittsweise montiert. Zunächst wurden kurze Segmente mit Kränen auf die Köpfe der hohen Pfeiler gehoben und dort provisorisch fixiert. Der dem Pfeilerabstand entsprechende mittlere Abschnitt wurde anschließend in zwei Teilen mit drei bzw. sechs Segmenten zwischen den Pfeilern abgelegt. Das längere Teil wurde an einem Ende entlang des Pfeilers angehoben. In seiner Schräglage wurde sein anderes, am Boden verbliebenes Ende durch ein Scharnier mit dem kurzen Teil verbunden. Das längere Teil wurde weiter angehoben, gleichzeitig wurden die durch das Scharnier verbundenen Enden beider Teile durch Seile vom anderen Pfeiler her angehoben, bis beide Teile einen in Schräglage befindlichen, durchgehenden Hochkasten bildeten und fest miteinander verbunden wurden. Dann wurde der Hohlkasten in seiner Schräglage zwischen den Pfeilern angehoben, in seine endgültige Position gebracht und mit den Segmenten auf den Pfeilerköpfen verbunden.